# Troels Brøndsted
Troels Brøndsted (født 15. januar 1954, død 21. marts 2018) var en dansk journalist. Han blev i 1978 landsformand for Venstres Ungdom og fortsatte dette hverv gennem to år.
Efter han blev færdig fra Danmarks Journalisthøjskole i 1981, arbejdede han op gennem 1980'erne med økonomi- og arbejdsmarkedsstof hos Kristeligt Dagblad, Berlingske Tidende, Morgenavisen Jyllands-Posten og TV 2.
Fra 1991 til 2003 var han skiftevist ansat i en række finansielle virksomheder, herunder realkredit-, forsikrings- og pensionsselskaber, som kommunikationschef, inden han i 2004 tiltrådte som samme i DR, hvor han blev i tre år. Derefter arbejdede han gennem godt tre år som seniorrådgiver i kommunikationsbureauet Prospect. I 2011 blev han kommunikationschef i Skatteministeriet og blev efter reorganiseringen af ministeriet i 2013 ansat i SKAT.
Troels døde den 21. marts 2018 efter længere tids kræftsygdom.
Troels var søn af Povl Brøndsted.